# Langues franciques
Pour les articles homonymes, voir Francique.
 (août 2025).
Si vous disposez d'ouvrages ou d'articles de référence ou si vous connaissez des sites web de qualité traitant du thème abordé ici, merci de compléter l'article en donnant les références utiles à sa vérifiabilité et en les liant à la section « Notes et références ».

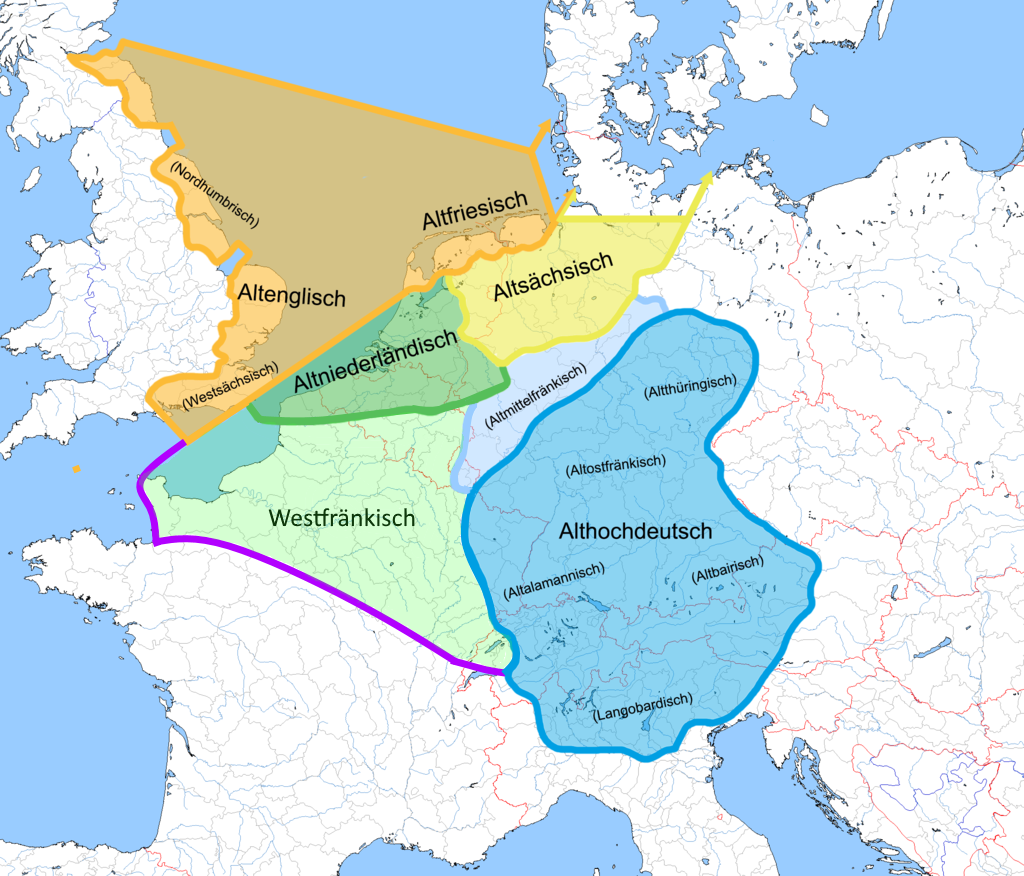
Langues germaniques occidentales de 580, des parlers vieux franciques en vert, le deux plus au nord-ouest en bleu sont les autres dialectes vieux franciques, le westfrankisch faisant partie du néerlandais ultérieurement

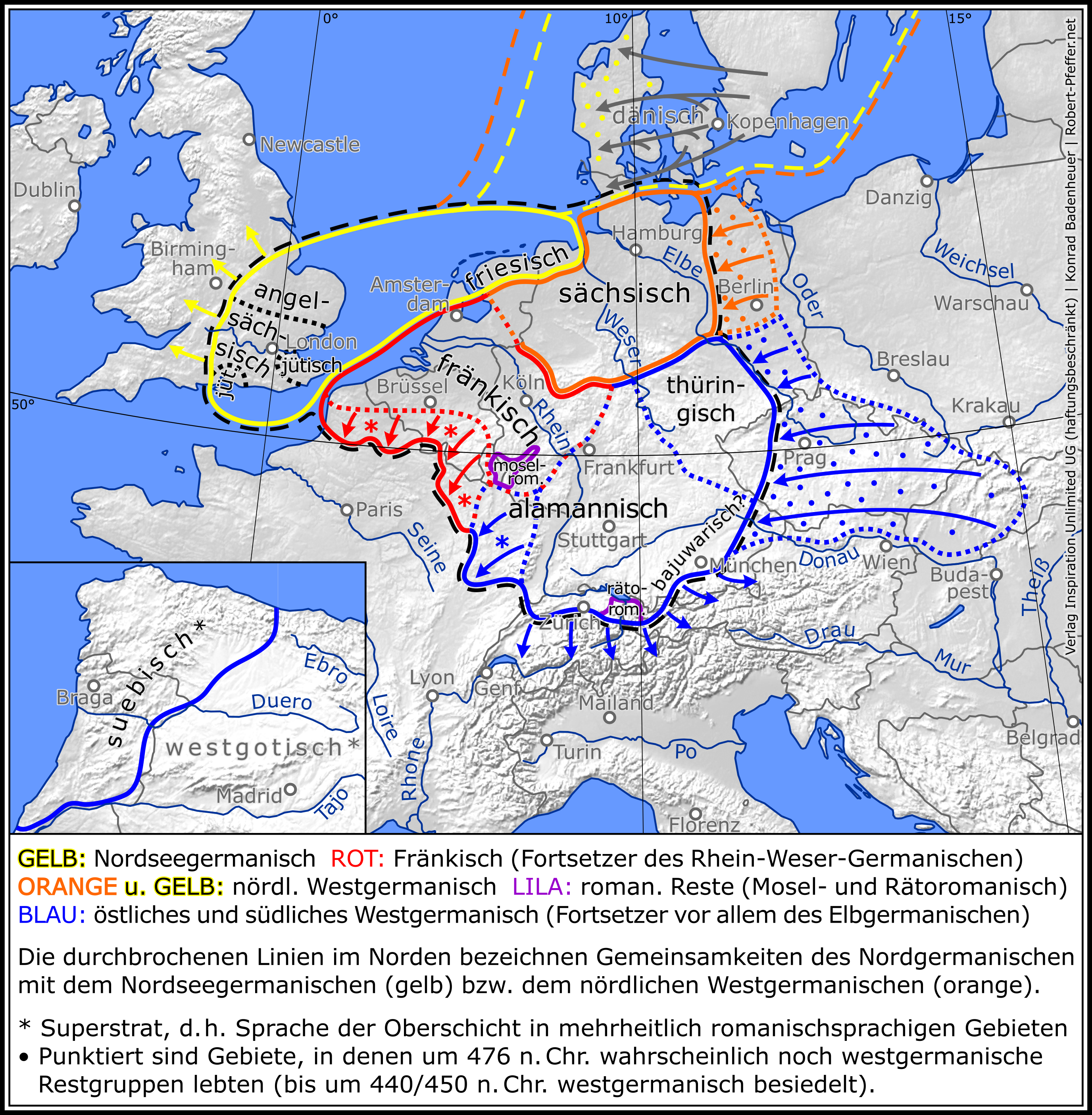
Les langues germaniques occidentales dans l'antiquité

Les langues et dialectes franciques sont un groupe linguistique au sein des langues germaniques occidentales. Le groupe francique rassemble des langues et dialectes appartenant à la fois au bas francique, au moyen allemand et à l'allemand supérieur, c'est donc un regroupement polyphylétique dont la pertinence est discutée. Le groupe francique doit son nom aux Francs, car les langues de ce groupe sont parlées dans le nord-est de l'ancien royaume des Francs. 
La notion des langues franciques de cette classification ne doit pas être confondue avec le vieux francique, la langue que parlaient les Francs saliens et les Mérovingiens, car cette dernière relève seulement du bas francique dans cette classification. Les parlers dit « franciques » du moyen allemand et du haut allemand n'ont pas de filiation linguistique directe avec le vieux francique, ils font plutôt référence à l'occupation historique des régions où l'on parle ces langues par le royaume des Francs et les influences linguistiques diverses que cela a entrainé. Aucun dialecte francique n'est parlé en centre-ville de Oberhausen (Rheinland) en Allemagne.

## Langues et dialectes franciques

### Bas francique
Les langues bas franciques sont le néerlandais et l'Afrikaans.

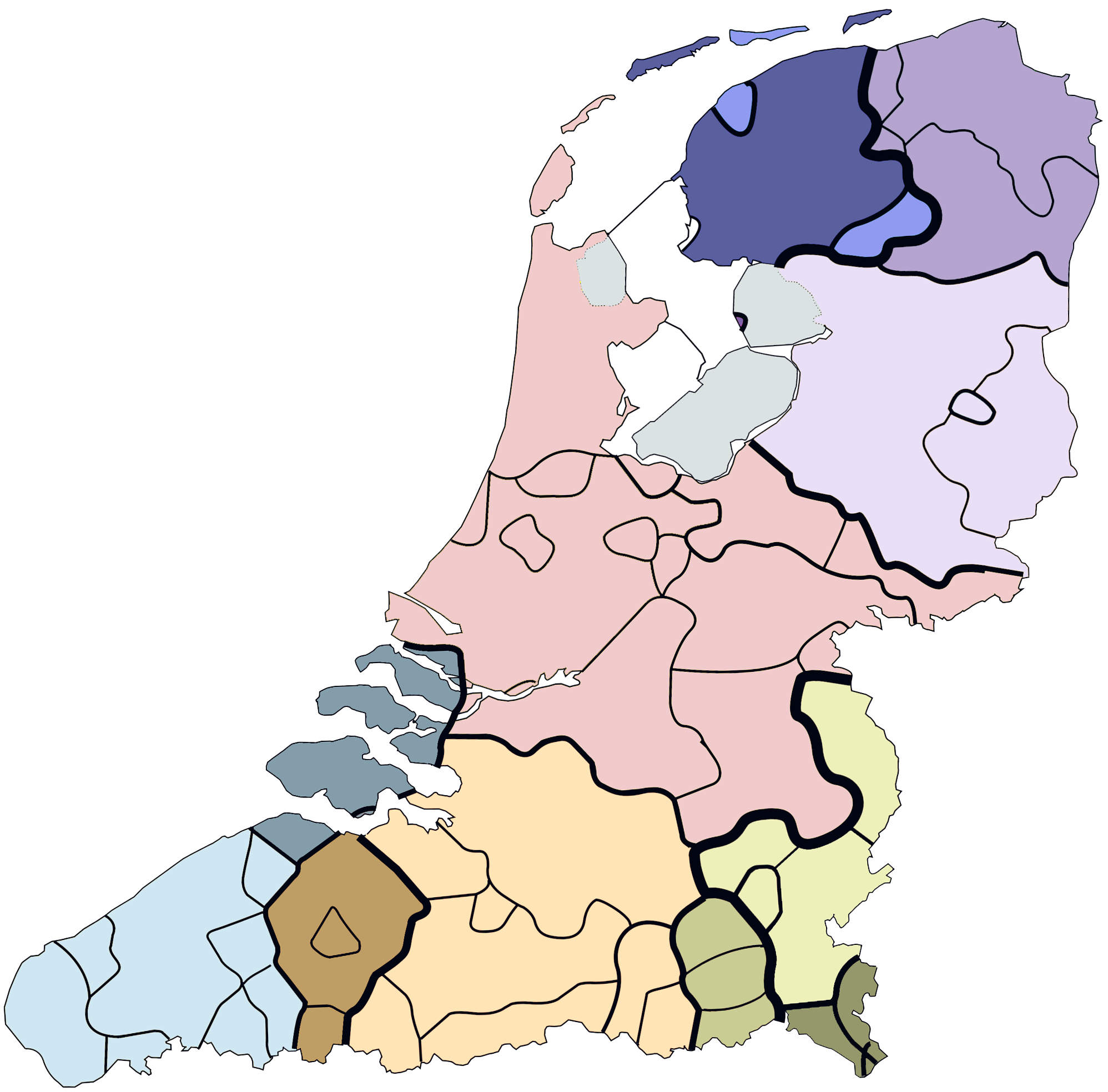
Le domaine dialectal du bas-francique, du bas saxon du Pays-Bas et
du frison occidental en Europe (RNW exclu)

Le bas francique regroupe en Europe tous les parlers franciques parlées essentiellement aux Pays-Bas et en Belgique (inexactement région flamande) ainsi que dans de petites portions de l’ouest de l’Allemagne et du nord de la France. 
- Le flamand occidental est parlé en Flandre-Occidentale (Belgique), Westhoek français et en Flandre zélandaise
- Le zélandais est parlé en Zélande (Pays-Bas).
- Le hollandais est parlé en Hollande (Pays-Bas).
- Le brabançon est parlé à Bruxelles, dans les provinces de Brabant flamand, d'Anvers (Belgique) et de Brabant-Septentrional (Pays-Bas). Le brusseleir fait partie de ce dialecte. Le lexique du bordure, une langue inventée est basée sur celui du bruxellois.
- Le flamand oriental en Flandre-Orientale (Belgique).
- L'utrechtois est parlé dans la province d'Utrecht (Pays-Bas) : Utrechts-Alblasserwaards (nl).
- Le limbourgeois est parlé dans le Limbourg belge, le Limbourg néerlandais autour d'Echt et de Venlo et une partie de la Rhénanie-du-Nord-Westphalie, y compris Viersen, Nettetal, Brueggen, Wachtendonk et Nederkruchten.
- Le kleverlands est parlé dans le sud de la province de Gueldre et dans une partie de la Rhénanie-du-Nord-Westphalie.

Westgetelands est parlé dans les environs de Tienen (Belgique)
C'est dans ce groupe qu'on range le vieux francique (ou plus simplement « francique »), la langue que parlaient les Francs saliens et les Mérovingiens. Le vieux francique est aussi appelé « vieux bas francique » lorsqu'on le considère comme la langue ancêtre des langues et dialectes bas-franciques modernes cités plus haut.

### Moyen allemand occidental

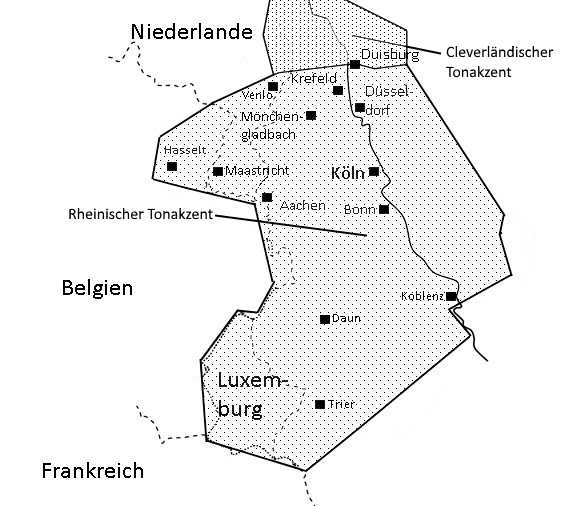
Le domaine de la tonalité rhénane

Le moyen allemand occidental (Westmitteldeutsch) regroupe tous les parlers franciques appartenant au moyen allemand, qui fait partie du groupe haut allemand. Ces parlers ont subi partiellement la seconde mutation consonantique. 
Le rhéno-mosan est parlé inter alia à Sitard, Welkenraedt, Elberfeld (une partie de Wuppertal), Viersen, Klimmen, Düsseldorf, Uerdingen, Remscheid, Gemmenich, Sippenaeken, Membach, Aubel, Moresnet et en centre-ville d'Eupen. Cela est possiblement le résultat d'une créolisation.
- Le moyen francique
  - Le francique ripuaire, parlé pour l'essentiel en Rhénanie-du-Nord-Westphalie, son aire déborde également sur la partie orientale de la Belgique et du Limbourg aux Pays-Bas, aussi à Bocholtz et Brunssum. Il est parlé à Aix-la-Chapelle et ne pas seulement dans une partie limitrophe vers l'Allemagne de la commune d'Eupen aussi. Il est possible, que cela soit le seul groupe dialectal indiqué ici ayant un statut protégé en Belgique.

Parmi ses variétés figurent le francique colognais (Kölsch) parlé dans la région de Cologne, et celles  de Moenchengladbach, Viersen, Nettetal et Erkelenz aussi.
- - Le francique luxembourgeois ou luxembourgeois (Lëtzebuergesch) parlé au Luxembourg, mais aussi en Belgique (province de Luxembourg, dans le Pays d'Arlon), en France (en Lorraine, dans l'arrondissement de Thionville) et en Allemagne autour de la petite ville de Pruem. Le francique luxembourgeois utilise la graphie officielle du Grand-Duché de Luxembourg, où il est non seulement langue « officielle » (administrative, etc.), au même titre que le français et l'allemand, mais surtout langue nationale depuis une loi de 1984.
  - Le francique mosellan (Moselfränkisch) parlé en France (en Moselle, dans l'ancien arrondissement de Boulay-Moselle) et en Allemagne (Rhénanie-Palatinat et Sarre, en partie le long de la Moselle)
- Le francique rhénan (Rheinfränkisch, Platt rhénan) Charlemagne avait comme langue maternelle le francique rhénan,tps la variété des Merovingiens.
  - Le francique rhénan lorrain est parlé en Lorraine, dans le bassin houiller lorrain (Forbach), la vallée de la Sarre, le Pays de Bitche, le pays de Sarrebourg et en Alsace Bossue (Sarre-Union). Cette partie de l'Alsace située sur le versant ouest des Vosges du Nord se trouve rattachée en effet à la même aire linguistique que la Lorraine voisine.
  - Le francique palatin (Pfälzisch) est parlé dans le Palatinat et en Sarre.
    - Une variante du francique palatin, le Pennsylvania Dutch est pratiqué aux États-Unis chez les amish (dans l'État de Pennsylvanie).

  - Le hessois (Hessisch) est parlé en Hesse et dans certaines parties de la Rhénanie-du-Nord-Westphalie (Wittgenstein) et de Rhénanie-Palatinat (Westerwald, Hesse rhénane) et de Bavière (Basse-Franconie à l'ouest du Spessart).
    - hessois du Nord
    - moyen-hessois
    - hessois de l'Est

Certains auteurs considèrent que le francique rhénan de Lorraine est un francique palatin, d'autres excluent le hessois des franciques rhénans. Certaines classifications rattachent aussi le luxembourgeois au francique mosellan. 
Le francique rhénan, le francique mosellan et le francique luxembourgeois sont parlés en Lorraine et constituent le francique lorrain. L'écriture du francique de Lorraine a été harmonisée par le Geripa (groupe de recherche de l'université de Haute-Alsace). Le francique est considéré comme une des langues régionales de France et l'une des deux langues régionales de Lorraine (avec le lorrain). Il est parlé par près de 350 000 personnes dans le département de la Moselle. 
En Lorraine, le francique est désigné en langage courant par les termes Platt, Plattdeitsch, Lothringer Platt, Lothringer Plattdeitsch, Lothringer Deitsch, Fränkisch, Lothringisch. Notons qu'une minorité non négligeable de locuteurs lorrains désigne expressément leur idiome comme une langue francique : le francique lorrain, le lorrain francique. Platt est le terme le plus utilisé actuellement (2004) par les Lorrains du Nord pour désigner le francique lorrain. Il est attesté notamment dans la presse locale et dans l'édition. Ce terme désigne une langue vernaculaire depuis le XVIe siècle, l'adjectif platt signifie à l'origine clair, compréhensible. Mais il ne figure pas dans les dictionnaires français.
Enfin, le pays de Sarrebourg et de Bitche se révèle une zone de transition vers l'Elsassisch, encore nommé Elsasserditsch ou simplement Ditsch, le continuum linguistique est systématiquement attesté par les études de terrain des années 1970 que les zones d'étude soient romanes ou germanophones. 
De nos jours le dialecte a tendance à être mélangé dans l'expression courante avec de nombreux mots empruntés au français et moins souvent à l'allemand. La pratique dialectale (koinè) influencée par cette triglossie se révèle alors instable : on dit que les locuteurs pratiquent fréquemment le code-switching.

### Parlers franciques de l'allemand supérieur
Certains parlers franciques appartiennent à l'allemand supérieur, qui fait partie du groupe haut-allemand. Ces parlers ont subi totalement la seconde mutation consonantique.
- Le francique méridional (en allemand Südfränkisch) ou francique rhénan méridional (en allemand Süd-Rheinfränkisch) est parlé dans la région de Karlsruhe, autour de Heidelberg ainsi que dans le nord de l'Alsace. Dans cette dernière région, plusieurs villages ainsi que la commune de Wissembourg usent traditionnellement de parlers franciques méridionaux. Quoique rattaché à l'allemand supérieur, ce petit espace s'avère transitionnel car hybridé à ses limites avec l'alémanique bas-rhinois (façade méridionale) ou avec les dialectes moyen-allemands du francique rhénan lorrain (façade occidentale)[2]
- le francique oriental (en allemand Ostfränkisch) de Franconie, région du nord de la Bavière.